# Trúc hình
Trúc hình (chữ Hán: 竹刑) là bộ luật hình của quan đại phu nước Trịnh thời Xuân Thu là Đặng Tích, căn cứ vào yêu cầu biến đổi mạnh mẽ của nền chính trị xã hội và kinh tế của nước Trịnh lúc bấy giờ mà khởi thảo, rồi đem khắc trên những thẻ tre nên gọi là Trúc hình. Đỗ Dự thời Tấn khi chú giải Tả truyện có nhắc đến Đặng Tích: "vì muốn cải cách thể chế cũ của nước Trịnh, không tuân lệnh vua mà tự tạo hình pháp, sách viết trên thẻ tre nên gọi là Trúc hình." Về sau Đặng Tích bị Tứ Chuyên giết chết do ghen ghét tài năng, nhưng Trúc hình của ông thì vẫn được nước Trịnh sử dụng.